# MTV Unplugged (Liam Gallagher)
MTV Unplugged è il secondo album dal vivo del cantante britannico Liam Gallagher, pubblicato il 12 giugno 2020.

## Descrizione
L'album contiene la registrazione di dieci dei quindici brani eseguiti alla City Hall di Kingston upon Hull il 3 agosto 2019 per la serie MTV Unplugged. Il concerto è stato trasmesso in prima assoluta da MTV il 27 settembre 2019. La versione giapponese del disco comprende anche la versione dal vivo del brano Greedy Soul.
La pubblicazione dell'album, inizialmente prevista per il 24 aprile 2020, è stata posticipata a causa dell'emergenza sanitaria determinata dalla pandemia di COVID-19.

## Accoglienza
Il disco è salito subito in vetta alla classifica britannica degli album, diventando il primo MTV Unplugged a comandare la graduatoria dai tempi di MTV Unplugged in New York dei Nirvana.

## Tracce
1. Wall of Glass
2. Some Might Say
3. Now That I've Found You
4. One of Us
5. Stand by Me
6. Sad Song
7. Cast No Shadow
8. Once
9. Gone
10. Champagne Supernova

## Formazione
- Voce – Liam Gallagher
- Basso – Drew McConnell
- Batteria, percussioni – Dan McDougall
- Chitarre – Paul 'Bonehead' Arthurs, Jay Mehler, Mike Moore
- Tastiera – Christian Madden
- Seconde voci – Dan McDougall, Drew McConnell, Frida Touray, Holly Quin Ankrah, Rhianna Kenny
- Contrabbasso [Urban Soul Orchestra] – Andy Marshall (2), Andy Waterworth
- Viola [Urban Soul Orchestra] – Helen Sanders-Hewett, Helena Logah, Rhiannon James, Vince Greene
- Violino [Violin 1; Urban Soul Orchestra] – Alex Afia, Gareth Griffiths, Hazel Ross, Lizzie Ball, Mandhira De Saram, Natalie Leaver, Paloma Deike, Patrick Roberts (3)
- Violino [Violin 2; Urban Soul Orchestra] – Eugene Feygelson, Jonathan Hill, Phoebe Snelling, Rakhi Singh, Rebekah Reid, Sally Potterton
- Violoncello [Urban Soul Orchestra] – Klara Schuman*, Llinos Richards, Maia Collette, Neil Broadbent
- Design, direzione artistica – Liam Gallagher, Richard Welland
- Arrangiamento degli archi –  Chris Elliott (Once, Gone), Stephen Hussey (Stand by Me, Sad Song, Cast No Shadow, Champagne Supernova)
- Ingegnere del suono [assistente] – Eduardo Puhl
- Direttore [Urban Soul Orchestra] – Lizzie Ball
- Management – Debbie Gwyther
- Management [UROK Management] – Roy Eldridge (2), Sam Eldridge
- Mastering – Robin Schmidt
- Mixing – Adam Noble
- Fotografie – Jake Green
- Registrazione – Ollie Nesham, Tim Summerhayes
- Archi – Urban Soul Orchestra

## Classifiche
| Classifica (2020) | Posizione massima |
| ----------------- | ----------------- |
| Australia         | 50                |